# ویکتور پراداس
ویکتور پراداس (انگلیسی: Víctor Pradas؛ زادهٔ ۲۰ آوریل ۱۹۹۹) بازیکن فوتبال است.